# Robert Earl Keen
Robert Earl Keen Jr. (* 11. Januar 1956 in Houston, Texas) ist ein US-amerikanischer Country-Musiker und Songwriter. Er gilt als einer der wesentlichen Wegbereiter und Repräsentanten der sich gegenüber dem Nashville-Mainstream abgrenzenden Alternative-Country-Richtung.

## Biografie und Karriere

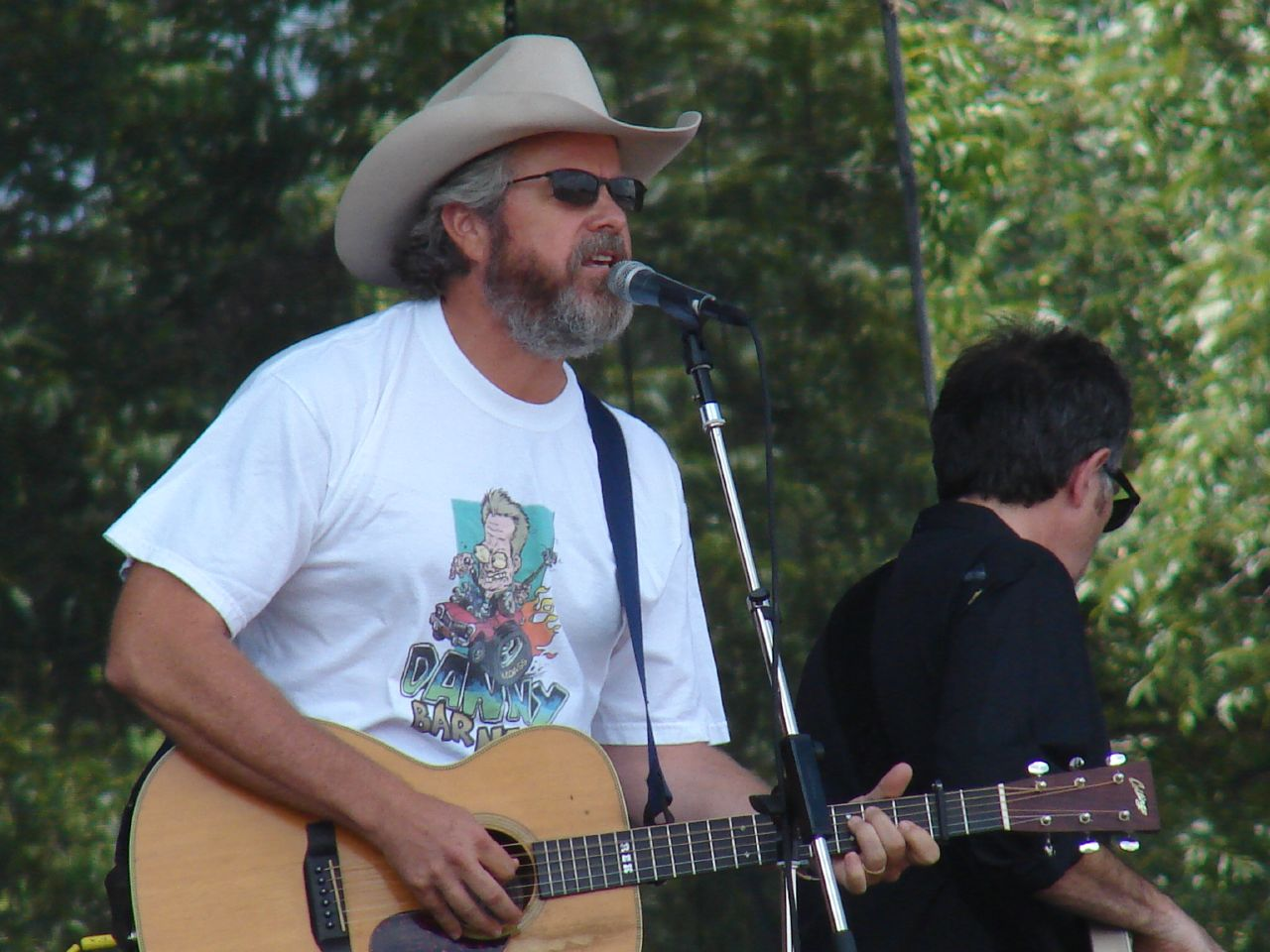
Robert Earl Keen, 2007

Mit einem Vater, der eine führende Position im Ölgeschäft innehatte und einer Mutter, welche als Anwältin ihr Geld verdiente, waren materielle Nöte in Earls Kindheit und Jugend kein Thema. Von seinen Eltern, die vorwiegend Folk- und Country-Musik mochten, erbte er auch seine späteren Haupt-Stilpräferenzen. Auf der High School beschränkte er sich zunächst auf das Schreiben von Gedichten. Nach der High School wechselte Keen auf die Texas A&M University, in College Station, Texas wo er Journalismus studierte und nebenher Gitarre spielen lernte. Auf der A&M freundete er sich mit einem anderen bekannten Songwriter an – Lyle Lovett. Zusammen schrieben sie den Song This Old Porch, den sie auch gemeinsam einspielten.
Sein Debütalbum No Kinder Dancer, 1984 für das unabhängige, im Bundesstaat North Carolina ansässige Label Sugar Hill Records eingespielt, sorgte bereits zu Beginn seiner Karriere für Aufmerksamkeit. Seinem Heimat-Bundesstaat Texas blieb Keen, ähnlich wie eine Reihe anderer Acts der Country-Musik, auch in Bezug auf die Wohnsitzwahl treu. Nach einem vorübergehenden Abstecher in die Hauptstadt der Country-Musik, Nashville/Tennessee, kehrte er nach Austin zurück. Nach einem ersten Live-Album (The Live Album, 1988) veröffentlichte er 1989 mit West Textures seine zweite Studioplatte, die unter anderem den Song The Road Goes On Forever enthielt, der das Thema Kriminalität behandelte. 1993 und 1994 folgten die Studio-Alben A Bigger Piece of Sky und Gringo Honeymoon. Im Unterschied zum ungeschliffeneren, Roots-orientierten Sound der ersten Veröffentlichungen orientierte sich Gringo Honeymoon vergleichsweise stark an herkömmlicher Country-Musik.
Die beiden nächsten Studio-Alben, Picnic von 1997 und Walking Distance von 1998, markierten eine Rückkehr zum raueren Sound der frühen Jahre. Picnic enthielt mit Then Came Lo Mein auch ein Gesangsduett mit der Cowboy-Junkies-Sängerin Margo Timmins. Der Nachfolger Walking Distance erschien beim in Nashville ansässigen Label Arista und markierte – nach sieben Einspielungen für Sugar Hill Records – die auch die nächsten Jahre fortdauernde Suche nach einer künstlerisch und kommerziell optimalen Plattenfirma. 2000 unterschrieb der Sänger und Musiker beim Alternativ Country-Label Lost Highway. Hier erschien das 2001er-Album Gravitational Forces. Bis 2005 folgten vier weitere CDs: Farm Fresh Onions (2003), eine Best-of-Zusammenstellung aus der Zeit bei Sugar Hill Records mit dem Namen The Party Never Ends (2003), das Live-Album Live From Austin TX (2004) sowie die bislang letzte Veröffentlichung, What I Really Mean aus dem Jahr 2005.
Kontinuierliche Veröffentlichungen, regelmäßiges Airplay sowie eine rege Tour-Präsenz sorgten dafür, dass Robert Earl Keen in seinem Heimatstaat Texas rasch in die Oberliga der Rock- und Country-Musik aufstieg. Insbesondere an seinen Live-Shows feilte der Sänger, Gitarrist und Songwriter beständig. Keen gilt als harter Tour-Arbeiter: In den 1990er Jahren absolvierte er mit seiner Begleitband um den Gitarristen Rich Brotherton mitunter bis zu 200 Konzerte pro Jahr. Um auch den Nachwuchs angemessen zu fördern, integrierte er in seine Touren mittlerweile auch das jährlich stattfindende Talentfestival Texas Uprising.

## Stil und Kritiken
Auffällig an Keens Karriere ist, dass die dramatischen Aufs und Abs vieler anderer Musikerlaufbahnen weitgehend fehlen. In der New-Country- und Alternative-Country-Szene – vor allem derjenigen seines Heimat-Bundesstaates – ist der Name Robert Earl Keen längst ein fester Bezugs- und Anlaufpunkt. Hierfür sorgten nicht zuletzt die Zusammenarbeit mit anderen Musiker-Kollegen sowie hochkarätigen Produzenten der Szene wie etwa Lloyd Maines (unter anderem Terri Hendrix, Joe Ely und Wilco) und Chuck Ainlay (Mark Knopfler, Pete Hampton, Lyle Lovett und andere). Mit Beiträgen regelmäßig vertreten ist Robert Earl Keen auch auf diversen Roots-Musik-Samplern und Tribute of-Compilations.
Vom Temperament her offeriert Robert Earl Keen ein vielseitiges Spektrum – von einfühlsamen Balladen bis hin zu herzhaften Blues- und Honky-Tonk-Nummern. Obwohl er sich auch als Songschreiber durchaus einen veritablen Namen erarbeitete, heben Kritiken und Porträts vor allem seine vielseitige musikalische Stilistik sowie seinen Humor hervor, der auch bei seinen Konzerten immer wieder zu Tage tritt. Das Online-Musikmagazin rocktimes.de charakterisierte den Texaner anlässlich des Erscheinens von What I Really Mean mit den Worten: „Eins ist Robert Earl Keen sicher nicht: Ein Country-Troubadour. Auf dem Fundus von Country aufbauend, perfektioniert er in langer Erfahrung einen Stilmix, in dem man Folk, Bluegrass und ja – auch Rockelemente – wie selbstverständlich findet. Manchmal winken die Eagles aus dem ebenso sonnigen Südkalifornien.“

## Diskografie

### Alben
Die mit * markierten Alben werden in Deutschland über das Independent-Label Glitterhouse vertrieben.
- No Kinda Dancer (1984; Sugar Hill Records)
- The Live Album (1988; Sugar Hill Records)
- West Textures (1989; Sugar Hill Records)
- A Bigger Piece Of Sky (1993; Sugar Hill Records)
- Gringo Honeymoon (1994; Sugar Hill Records)
- No. 2 Live Dinner (1996; Sugar Hill Records)
- Picnic (1997; Sugar Hill Records) *
- Walking Distance (1998; Arista Nashville)
- Gravitational Forces (2001; Lost Highway)
- Farm Fresh Onions (2003; Audium Entertainment) *
- The Party Never Ends (2003; Sugar Hill Records) *
- Live from Austin TX (2004; New West) *
- What I Really Mean (2005; Koch Nashville) *
- The Rose Hotel (2009)
- Ready for Confetti (2011)
- Happy Prisoner: The Bluegrass Sessions (2015)

### Kompilationen (Auswahl)
- This Is Americana 2 (2005; Americana Music Production)
- From Hell to Breakfast: A Taste of Sugar Hill's Texas Singer-Songwriters (2002; Sugar Hill Records)
- Poet – A Tribute to Townes Van Zandt (2002; Catfish)

## Filmografie (Auswahl)
- 2006: All the Boys Love Mandy Lane